# Минаев, Алексей Васильевич (авиаконструктор)
Алексей Васильевич Минаев (1923—1974) — советский инженер-конструктор, заместитель министра авиационной промышленности СССР, лауреат Ленинской премии.

## Биография
Алексей Минаев родился 10 мая 1923 года в Архангельске. В 1948 году он окончил Московский авиационный институт. Ещё будучи студентом, работал старшим техником на заводе № 155 Министерства авиационной промышленности СССР, а после окончания института занял должность инженера-конструктора. Позднее работал на том же заводе ведущим конструктором, начальником комплексной лаборатории, заместителем начальника отдела управления, заместителем начальника бюро проектов. В 1966—1970 годах работал заместителем Главного конструктора, Главным конструктором Конструкторского бюро Московского машиностроительного завода «Зенит» (ныне — КБ имени А. И. Микояна). С 1970 года и до самой смерти Минаев работал на должности заместителя Министра авиационной промышленности СССР.
Минаев внёс большой вклад в усовершенствование систем управления сверхзвуковых самолётов-истребителей МиГ-19, МиГ-21, МиГ-23, МиГ-25, МиГ-27, что в значительной степени повысило их боевую эффективность и безопасность полётов. Кроме того, он руководил работами по созданию проекта и опытного образца воздушно-космического самолёта «Спираль», однако после смерти Минаева проект был закрыт.
Скоропостижно скончался 17 января 1974 года в салоне самолёта, отправлявшегося в Москву с аэродрома «Ахтубинск» Астраханской области. Похоронен на Новодевичьем кладбище Москвы.
Лауреат Ленинской премии 1972 года. Был также награждён орденами Трудового Красного Знамени и «Знак Почёта», рядом медалей.